# OpenLDAP
Az OpenLDAP szoftver a könnyűsúlyú címtár-hozzáférési protokoll (LDAP) egyik szabad, nyílt forráskódú megvalósítása, melyet az OpenLDAP Alapítvány fejleszt. A saját, BSD-stílusú, Open LDAP Public License alatt terjesztik. Az LDAP egy platform független protokoll. Számos Linux disztribúció tartalmazza az OpenLDAP-ot az címtár szolgáltatás megvalósításához. A szoftver még számos rendszeren: BSD-variánsok, AIX, Android, HP-UX, Mac OS X, Sun Solaris, Microsoft Windows (NT és leszármazottai, pl. 2000, XP, Vista, 7 stb.), és z/OS.

## A projekt története és az alapcsapat
Az OpenLDAP Projektet Kurt Zeulenga hozta létre 1998-ban. A projektet az University of Michigan referencia LDAP megvalósításából kiindulva kezdték el, az UoM-en egy hosszútávú projekt foglalkozott az LDAP protokoll fejlesztésével.
2006 áprilisában három tagból állt az alapcsapat: Howard Chu (vezető tervező), Pierangelo Masarati, és Kurt Zeilenga. Tovább fontos és aktív közreműködők: Luke Howard, Hallvard Furuseth, Quanah Gibson-Mount, és Gavin Henry.

## Az OpenLDAP szoftver részei
Az OpenLDAP három fő komponensből épül fel:
- slapd – önálló LDAP démon és a hozzá tartozó modulok és eszközök
- LDAP protokollt és az ASN.1 Basic Encoding Rules (BER)-t megvalósító függvénykönyvtárak
- kliens szoftverek: ldapsearch, ldapadd, ldapdelete, és mások

Továbbá az OpenLDAP projekt otthont ad egyéb alprojekteknek is:
- JLDAP – LDAP osztálykönyvtár Java nyelvhez
- JDBC-LDAP – Java JDBC – LDAP híd driver
- ldapc++ - LDAP osztálykönyvtár C++ nyelvhez

## Háttérrendszerek

### Koncepció
A kezdetekben az OpenLDAP szerver (slapd, az önálló [standalone] LDAP démon) felépítése két részre volt osztva, a frontend, ami hálózati kapcsolatokat és a protokollt kezeli, illetve a backend (háttérrendszer), ami kizárólag az adattárolással foglalkozik. Moduláris felépítésű, így nem csak hagyományos adatbázisokkal, de más technológiákkal is összekapcsolható.
Megjegyzés: Korábbi (1.x) kiadásokban, a "háttérrendszer" és az "adatbázis" kifejezéseket, gyakran használták szinonimaként. Hogy precízek legyünk, a "háttérrendszer" tárolási interfészek egy csoportja, és az "adatbázis" egy ezeket megvalósító példány. A slapd szerver tetszőlegesen sok háttérrendszert használhat egyszerre, és minden egyes backend tetszőlegesen sok példányát (vagyis tetszőlegesen sok adatbázist) használhat egyszerre.

### Elérhető háttérrendszerek
Jelenleg 16 különféle háttérrendszer érhető el az OpenLDAP disztribúciókba, és számos külső gyártótó kínál saját tárolót. A sztenderd háttérrendszerek nagyjából három kategóriába sorolhatók:
- Adattárolók – ezek ténylegesen adatot tárolnak
  - back-bdb: az első tranzakciós háttérrendszer az OpenLDAPhoz, a BerkeleyDB-n alapul
  - back-hdb: a back-bdb egy variánsa, amely teljesen hierarchikus és támogatja a részfa átnevezést
  - back-ldif: egyszerű LDIF fájlokra alapul
  - back-ndb: tranzakciós háttérrendszer, ami a MySQL NDB klaszter motorján alapul
- Proxy háttérrendszerek – ezek átjáróként szolgálnak más adattároló rendszerekhez
  - back-ldap: egyszerű proxy más LDAP szerverekhez
  - back-meta: proxy meta-könyvtár képességekkel
  - back-passwd: a Unix rendszer passwd and group adatait használja
  - back-relay: átirányít más slapd háttérrendszerre (belül)
  - back-sql: tetszőleges SQL adatbázishoz kapcsolódik
- Dinamikus háttérrendszerek – ezek menet közben állítják elő az adatokat
  - back-config: slapd konfiguráció LDAP-on keresztül
  - back-dnssrv: LDAP szerver keresése DNS-ben
  - back-monitor: slapd statisztika LDAP-on keresztül
  - back-null: a Unix /dev/null –hoz hasonló, tevékenység nélküli háttérrendszer
  - back-perl: perl modult futtat az LDAP kérés megválaszolásához
  - back-shell: shell szkriptet futtat az LDAP kérés megválaszolásához
  - back-sock: átirányítja az LDAP kéréseket IPC-n keresztül más démonoknak (tetszőleges)

Néhány a régebbi OpenLDAP kiadásokban szereplő háttérrendszer már nem használatos, például a back-ldbm, amit az eredeti UMich kódból örökölt, illetve a back-tcl, ami a back-perl és back-shell-hez hasonlóan TCL szkriptet futtatott.
A gyakorlatban, a –perl, -shell, és –sock háttérrendszerek tetszőleges programnyelven készült modulok készítését teszi lehetővé, így végtelen lehetőségeket kínál a személyre szabásra. Gyakorlatilag így a slapd egy RPC motorrá válik, egy kompakt, jól definiált és széles körű API-val.

## Overlays

### Koncepció
Alapesetben az LDAP kéréseket a frontend fogadja, dekódolja, majd továbbítja a háttérrendszernek feldolgozásra. Amikor a háttérrendszer elkészült a válasszal, átadja a frontendnek, ami elküldi az eredményt az LDAP kliensnek. Az overlay egy olyan programkód, amit a frontend és a háttérrendszer közé lehet befűzni. Így extra műveleteket ékelhetünk a folyamatba, mikor a háttérrendszer megkapja a kérést, illetve fordítva, mikor a frontend a választ, az overlayek elérik a slapd belső API-ját, és a frontend és backend minden műveletét hívhatja. Egyszerre több overlay is használható, kialakítva egy művelet sorozatot a frontend és backend között.
Az overlayek kiterjeszthetik a háttérrendszer képességeit anélkül, hogy teljesen újat kellene írni, és új képességeket adhat kompakt, könnyen debuggolható, és karbantartható módon. Mióta az OpenLDAP 2.2-ben megjelent ez a lehetőség a közösség számos overlayt készített.

### Elérhető overlayek
Jelenleg 21 overlay található az alap OpenLDAP kiadásnak, és további 15 a felhasználók által készített szekcióban, és még több vár elfogadásra, hogy bekerülhessenek.
- Az alapkiadásban szereplő overlayek:
  - accesslog: naplózza a szerver tevékenységeit, egy másik LDAP adatbázisba, így LDAP-on keresztül elérhetőek a naplóállományok
  - auditlog: a szerver tevékenységeinek naplózása egyszerű szövegfájlba
  - chain: intercept referrals and chain them instead; code is part of back-ldap
  - collect: X.500 stílusú kollektív attribútumokat valósít meg (mint a Netscape Class Of Service)
  - constraint: korlátozza egyes attribútumok lehetséges értékeit (értékhalmaz, -tartomány)
  - dds: dinamikus adat szolgáltatás (dynamic data service) – rövid élettartamú, önmaguktól lejáró bejegyzések
  - deref: a keresés eredményeképpen visszakapott hivatkozott bejegyzésekről szolgáltat adatot
  - dyngroup: egyszerű dinamikus csoporttámogatás
  - dynlist: kifinomultabb dinamikus csoporttámogatás és mások
  - memberof: a memberOf (tagja) és hasonló hivatkozó attribútumok támogatása
  - pcache: keresési eredmények gyorsító tárazása
  - ppolicy: LDAP jelszó szabályzat (jelszó minősége, élettartama stb.)
  - refint: hivatkozási integritás
  - retcode: előre meghatározott válaszkódot ad meg az egyes műveletekhez, kliensek debuggolásához használatos
  - rwm: rewrite modul, LDAP adatok különböző álneveihez
  - seqmod: szerializálja az írási műveleteket az egyes bejegyzésekhez
  - sssvlv: szerver oldali rendezés és virtuális listanézet (Server Side Sorting and Virtual List Views)
  - syncprov: (Syncrepl Provider) a replikáció mester oldalát valósítja meg
  - translucent: Semi-transparent pass-through, for locally augmenting data on a proxied server (?)
  - unique: egyediség kikényszerítése egy fában lévő attribútumokon
  - valsort: egy attribútum értékeinek rendezési sorrendjét tartja karban
- A felhasználók által készített overlayek:
  - addpartial: fogadja az Add (hozzáadás) kéréseket és Modified (módosítás) kéréssé alakítja, ha a bejegyzés már létezik
  - allop: visszaadja az összes működési jellemzőt, azon kliensek számára, akik nem tudják, hogyan kérjék azokat
  - autogroup: dinamikusan menedzselt statikus csoport
  - cloak: a külön nem kért attribútumok elrejtése a keresésekben
  - denyop: megtagadja a tiltott kéréseket (külön konfigurálható)
  - dupent: többértékű eredményeket, külön bejegyzésekre bontja
  - lastbind: a felhasználó utolsó sikeres bejelentkezésének idejét rögzíti
  - lastmod: rögzíti az utolsó módosítást egy adott fában
  - nops: kiszűri a redundáns módosításokat
  - noopsrch: megadja hány bejegyzéssel térne vissza az adott keresés
  - nssov: az NSS és PAM kéréseket közvetlenül a slapd-ben válaszolja meg, kiváltva az nss-ldap és pam-ldap démonokat
  - proxyOld: támogatja a Sun féle ProxyAuthz elavult kódolását
  - smbk5pwd: karbantartja a Samba és Kerberos jelszavakat
  - trace: Naplóz minden LDAP kérést és választ
  - usn: Update Sequence Numbers (ahogyan Microsoft AD-ben történik, még nem jelent meg)